# Foobar
Termini foobar (č. „fubar”; : []), fubar (č. „fubar”) ili foo (č. „fu”), bar (č. „bar”), baz (č. „baz”) i qux (č. „kjuks”) (alternativno, quux (č. „kvaks”)) i ponekad norf (č. „nourf”)) i još drugih termina ponekada se koristi kao plejs-holder (primerak, takođe poznat i kao metasintaktička promenljiva) u programiranju ili dokumentacijama vezanim za računarstvo.

## Upotreba
Ove reči koriste se za imenovanje entiteta kao što su promenljve, funkcije ili naredbe čiji je stvarni identitet nebitan i služi samo za predstavljanje ideje. Same reči nemaju značenja u ovakvoj upotrebi. Foobar se ponekad koristi samo; foo, bar i baz se često upotrebljavaju, kada je potrebno više različitih entiteta.
Upotreba u računarstvu i primerima i pseudokodovima u programiranju varira; u određenim krugovima, koristi se često, dok drugi preferiraju opisna imena ili pak jedno slovo. Erik S. Rejmond je ovo nazvao „važnim hakerizmom” pored kladža i krafta.

## Istorija i etimologija
Reč foo nastala je kao reč nonsens 1930-ih godina, vojni pojam FUBAR pojavio se 1940-ih, a prva upotreba reči foo u računarstvu i kontekstu programiranja se uglavnom pripisuje Tech Model Railroad Club-u (TMRC) sa MIT-a, око 1960. Međutim, precizna relacija ovih upotreba ne može da se odredi sa sigurnošću, s tim da je nekoliko anegdotalnih teorija nastalo kako bi se to i učinilo.

## Spoljašnje veze
- (jezik: engleski) RFC3092 Etymology of "Foo", tools.ietf.org
- (jezik: engleski) The Free Online Dictionary of Computing entry on "foo"[мртва веза], foldoc.org
- (jezik: engleski) The Jargon File entry on "foobar", catb.org
- (jezik: engleski)  1639 – FTP Operation Over Big Address Records (FOOBAR)